# Maria Giovanna Elmi
Maria Giovanna Elmi (Roma, 25 agosto 1940) è un'annunciatrice televisiva, conduttrice televisiva, cantante e attrice italiana, attiva in Rai dal 1968 al 1988.
Dopo un esordio come signorina buonasera per la Rai, ha avuto successo come conduttrice televisiva per alcune trasmissioni di Rai 1 degli anni settanta e ottanta. All'apice della popolarità ha anche condotto due edizioni del Festival di Sanremo (1977 e 1978), recitato in alcuni film per il cinema e inciso dei dischi di musica per bambini. 
La sua notorietà si è affievolita negli anni novanta, per poi tornare ad essere un volto popolare della TV nel nuovo millennio in seguito alla sua partecipazione a L'isola dei famosi.

## Biografia
Dopo aver conseguito il diploma di maturità classica, si iscrisse all'Università di Roma, frequentando la facoltà di lettere moderne per quattro anni. Partecipò a un concorso indetto dalla rivista settimanale femminile Grazia per diventare fotomodella e si classificò al primo posto, venendo così notata dal settore pubblicitario e ottenendo alcuni ingaggi per spot pubblicitari di vari prodotti. Nel 1967 partecipò, con una piccola parte, al film Quando dico che ti amo.

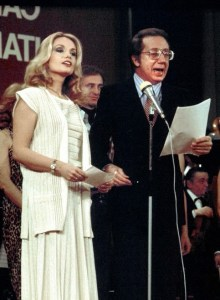
Maria Giovanna Elmi con Mike Bongiorno al Festival di Sanremo 1977

Ha iniziato a lavorare in Rai come annunciatrice supplente dal 1968, venendo assegnata alla sede di Roma, per poi essere assunta definitivamente in maniera stabile nel 1974.
Dal 1970 è giornalista pubblicista, iscritta all'Ordine dei Giornalisti del Lazio.
La sua popolarità crebbe grazie alla conduzione della trasmissione per bambini Il dirigibile, nella quale affiancava il cantante Mal interpretando la fata Azzurrina, ruolo che le è poi rimasto cucito addosso nel tempo, tanto da essere soprannominata la fatina anche negli anni successivi. Sempre in questo periodo debuttò nel mondo della musica con alcuni brani e dischi di musica per bambini, pubblicati dalla casa discografica Pull. Forte di una cospicua popolarità supportata anche da un sondaggio d'opinione che in quel periodo la collocava come personaggio televisivo più amato dagli italiani, nel 1977 e 1978 le fu affidata la conduzione del Festival di Sanremo, affiancata da Mike Bongiorno nel 1977 e da Vittorio Salvetti, Beppe Grillo e Stefania Casini nel 1978. Nel 1978 condusse Guida al colore. 
Il 18 dicembre 1979 effettuò il primo annuncio della Terza Rete per la sola regione del Trentino-Alto Adige. Clamoroso un suo fuorionda trasmesso in occasione dell'annuncio a reti unificate sulla Terza Rete il 31 dicembre 1979 mentre si stava preparando per la diretta dell'annuncio del messaggio di fine anno del Presidente della Repubblica Italiana di allora. 
Tra gli anni 70 ed 80 ha inoltre condotto inoltre Almanacco del giorno dopo, storica rubrica di Rai 1 in onda in orario preserale, subito prima del TG1 delle 20:00, sostituendo saltuariamente la conduttrice ufficiale, la collega annunciatrice Paola Perissi.
Ha pubblicato vari singoli, compreso uno natalizio nel 1982 intitolato Stella di Natale insieme alla collega e amica Roberta Giusti, e un album nel 1978.
Nel 1981 iniziò una collaborazione, durata 3 anni, con il quotidiano romano Il Messaggero, mentre a partire dal 1983 condusse il quiz del mezzogiorno a tema calcistico della domenica di Rai 1, Il sistemone, al fianco di Paolo Valenti, esperienza durata 8 anni. Nel frattempo recitò anche in diversi film, apparendo tra l'altro nel film Il Bi e il Ba di Maurizio Nichetti nel ruolo di sé stessa. Contemporaneamente continuò a svolgere la mansione di annunciatrice televisiva per la Rai, ruolo che abbandonò nel 1988, dopo 20 anni di servizio.

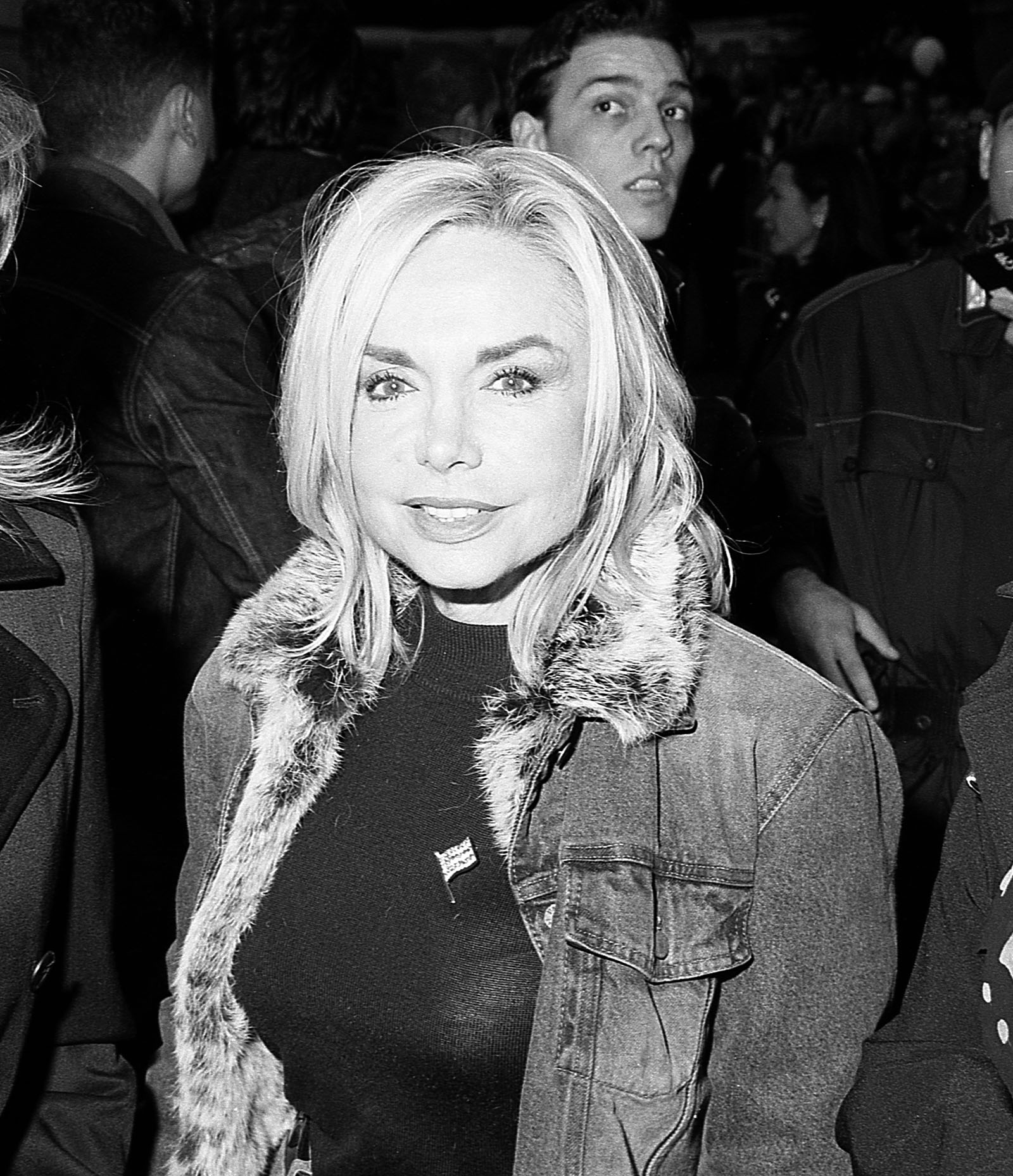
Maria Giovanna Elmi nel 2001

È stata volto, insieme a Osvaldo Bevilacqua, della trasmissione Sereno variabile, conducendola dal 1986 fino al 1993. Da luglio 1990 a ottobre dello stesso anno condusse 85 puntate di Ghibli su Rai 2, trasmissione della quale era anche coautrice con Diego Cugia. Dopo queste esperienze, la sua popolarità subì una battuta d'arresto: nel 1994 fece causa alla Rai poiché, pur essendo legata all'azienda con un contratto in esclusiva, non le veniva proposta la conduzione di alcun programma, né poteva passare a lavorare per le reti concorrenti.
Nel 1997 alcune delle sue canzoni furono racchiuse in un album intitolato Barbi (dal nome della celebre bambola Barbie, con riferimento all'aspetto fisico della Elmi).
Nel 2004 duettò con Nilla Pizzi nell'album Insieme si canta meglio. Nello stesso anno venne nominata presidente del "Rossetti", il Teatro Stabile di Trieste. Nel maggio del 2005 il sindaco di Trieste, insieme al Consiglio d’Amministrazione e al direttore Calenda, dopo aver dimostrato l'apprezzamento per il lavoro da lei svolto,ne accettarono le sue dimissioni.
Tornò sul piccolo schermo nel 2005, come concorrente della terza edizione del reality show L'isola dei famosi, allora trasmesso da Rai 2 e condotto da Simona Ventura, arrivando al terzo posto, eliminata col 54% dei voti. Dal 14 settembre 2009 affiancò per una stagione Alessandro Di Pietro alla conduzione di Occhio alla spesa su Rai 1. Frequente ospite a La vita in diretta, Pomeriggio sul 2 e L'isola dei famosi, apparve anche nel programma Nientology (Deejay TV) e nel 2015 fu narratrice di una puntata del programma Techetechete'. Nella stagione televisiva 2022-2023 cura insieme a Rosanna Vaudetti una rubrica settimanale all'interno di BellaMa', programma di Pierluigi Diaco su Rai 2.

## Vita privata
Dopo un primo matrimonio durato dal 1970 al 1978 con Ernesto Hofmann, ha ottenuto l'annullamento e si è quindi risposata nel 1993 con l'imprenditore friulano Gabriele Massarutto.
È zia di Nicoletta Elmi, figlia di suo fratello Mario e attrice-bambina di diversi film thriller-horror italiani degli anni settanta, tra cui Profondo rosso.
Si professa cattolica.

## Televisione

### Annunciatrice
- Signorina buonasera della Rai (1968 - 1988)
- Sette giorni al Parlamento (Programma Nazionale/Secondo Programma 1972)
- Che tempo fa (Rai 1, 1968-1988)
- Almanacco del giorno dopo (Rai 1, 1976-1988)
- Spaziolibero (Rai 1, 1977-1988)

### Programmi TV
- Quindici minuti con (Programma Nazionale, 1968-1971)
- Perché? (Programma Nazionale, 1969)
- TVM - Programma di divulgazione culturale (Secondo Programma, 1970)
- Incontro con... (Programma nazionale/Secondo Programma, 1970)
- Un colore per il mondo (Secondo Programma, 1970)
- Cinema e Canzoni (Secondo Programma, 1971)
- Un brindisi con Luciano Tajoli (Secondo Programma, 1972)
- XIX Concorso Polifonico Internazionale Guido D'Arezzo (Secondo Programma, 1972)
- XVI Torneo Internazionale della Canzone (Secondo Programma, 1973)
- Gli amici di Teatro 10 (Rete 2, 1974)
- Canzonissima Anteprima (Programma Nazionale, 1974-1975)
- Piccola ribalta - Rassegna concorso ENAL (Rete 2, 1974 Rete 1, 1977)
- Galà di mezza estate (Secondo Canale, 1975)
- Il dirigibile (Rete 2, 1975-1980)
- Festival di Sanremo 1977 (Rete 1, 1977)
- Festival di Sanremo 1978 (Rete 1, 1978)
- Guida al colore (Rete 1, 1978)
- Buonasera con... (Rete 2, 1978)
- Ai nostri amici bambini (Rete 1, 1978)
- Io e la Befana (6 gennaio 1979) inviata dai Monopoli di Stato
- Concerto della Banda dell'Aeronautica (Rete 1, 1979)
- Natalinsieme (Rete 1, 1979)
- Buon anno (Rete 1, 1980)
- Sereno variabile (Rai 2, 1980-1993)
- Concerto per l'anno mondiale dell'handicappato (Rete 1 ,1981)
- Big Bands (Rai 3, 1982)
- Oggi, il Sistemone (Rai 2, 1983-1984)
- Il Sistemone flash (Rai 2, 1984)
- Premio Navicella (Rai 1, 1985)
- Toto Tv Radiocorriere (Rai 1, 1985-1994)
- Concerto dell'Orchestra Sinfonica Rai di Milano (Rai 1, 1985)
- Concerto da Trento (Rai 3, 1986)
- Ghibli (Rai 2, 1990)
- CantaVip (Canale 5, 1991) Concorrente
- Simpaticissima (Canale 5, 1991-1992, 1994 Rete 4, 1995-1997) Concorrente
- Napoli prima e dopo (Rai 1, 1991-1993)
- Buon Natale a tutto il mondo (Rai 1, 1991-1992)
- Gloriana - Concerto per Napoli (Rai 1, 1992)
- Canzoni spericolate (Canale 5, 1993) Concorrente
- Prix Italia 1993 - Cronache quotidiane (Rai 1, 1993)
- Possibili, Impossibili - Incontri di Ieri e di Oggi (Rai 2, 1994)
- Di Classe - Il buongusto ha i suoi perché (Cinquestelle/Odeon Tv 1994-1995)
- Emozioni nel blu (Odeon Tv, 1997)
- L'isola dei famosi (Rai 2, 2005) Concorrente
- annunciatrice per SkyShow (2007)
- Occhio alla spesa (Rai 1, 2009-2010)
- Techetechete' (Rai 1, 2015) conduttrice della puntata del 25 agosto
- BellaMa' (Rai 2, 2022-2023) cura una rubrica

## Radio
- Rotocalco musicale (1965)
- Zoom
- Terra '70
- Applausi
- A...
- Hollywoodiana
- E noi che figli siamo?
- Arrivano i nostri (Secondo programma Radio Rai, 1967-1968)
- Il giro del mondo in 80 donne (Secondo programma Radio Rai, 1967)
- Teleobiettivo (Secondo programma Radio Rai, 1967)
- Salve Ragazzi (Programma Nazionale Radio Rai, 1969)
- Il Mattiniere (Secondo programma Radio Rai, 1972)
- La via di Broadway (Secondo Programma Radio Rai, 1972)
- Inediti e non da Sanremo '78 (Rai Radio 1, 1978)
- Week end (Rai Radio 1, 1982)
- Permette, Cavallo? (Rai Radio 1, 1982)
- Concerto di musica leggera (Rai Radio 2, 1982)

## Filmografia
- Quando dico che ti amo, regia di Giorgio Bianchi (1967)
- Morto Troisi, viva Troisi!, regia di Massimo Troisi (1982)
- "FF.SS." - Cioè: "...che mi hai portato a fare sopra a Posillipo se non mi vuoi più bene?", regia di Renzo Arbore (1983)
- Il Bi e il Ba, regia di Maurizio Nichetti (1985)
- È arrivato mio fratello, regia di Castellano e Pipolo (1985)
- Anni 90 - Parte II, regia di Enrico Oldoini (1993)
- Todo se puede, regia di Marcello Crea (2020)

## Discografia

### Album
- 1978 – Clic-clic
- 1997 – Barbi

### Singoli
- 1978 – Clic-clic/Bra-bra-bravo
- 1979 – Invincibile dirigibile/Mai più cattivi pensieri
- 1980 – Scivolare/La prima cosa
- 1982 – Stella di Natale (con Roberta Giusti)

### Collaborazioni
- 2003 – Insieme si canta meglio (con Nilla Pizzi)

## Riconoscimenti
- Premio simpatia 1987
- Grand Prix Corallo Città di Alghero